# 康泰生物
深圳康泰生物制品股份有限公司（简称康泰生物，深交所：300601）是一家总部位于广东省深圳市的生物制药公司。该公司是深圳建立最早的大型生物制品生产企业，也是深圳市首批高新技术企业之一。公司以人用疫苗的研发、生产和销售为主要业务，是中国大陆最早承担以及规模最大的基因工程重组乙肝疫苗技术引进及生产的企业。

## 历史
康泰生物的历史可追溯至1988年8月（一说1988年4月）成立的深圳广信生物工程有限公司，当年美国默沙东公司与深圳广信生物、北京生物制品研究所各引进一条乙肝疫苗生产线，1989年默沙东公司与中国代表团签署协议，将重组酵母乙肝疫苗技术转让给中方。1992年4月，中华人民共和国卫生部和深圳市人民政府批准组建深圳康泰生物制品有限公司，同年6月正式组建，由深圳广信生物工程有限公司、国家原材料投资公司及香港广信实业有限公司合作组建，其中深圳广信和香港广信同属于广东国际信托投资公司深圳公司的全资子公司。公司创立之初承办从美国引进基因工程乙肝疫苗生产技术和设备，康泰生物的设立是为了继续完成项目建设。1994年，康泰生物试生产默沙东技术的乙肝疫苗，同年6月通过卫生部GMP验收，翌年7月获得试生产批文。1998年10月获得正式批文，同年被列为国家级火炬计划项目，并获得深圳市科技进步一等奖。
2008年9月，康泰生物与民海生物实现战略性重组，重组后公司形成“南康泰、北民海”的战略性集团化产业布局。此后，康泰生物扩大产品线，2017年于深圳证券交易所创业板上市。截至2019年10月30日，公司总市值从上市首日的19.48亿元增长至559亿元；2020年公司股价持续上涨，市值突破1000亿。2021年5月17日创下221.9元/股的历史高点，之后股价跌至102.40元/股，四个月累计跌幅近50%，市值累计蒸发约800亿。

### 股权变动
1993年2月27日，康泰生物大股东深圳广信将其持有的康泰生物18.33%股权作价715万元转让给国原投资（隶属国家开发投资公司），香港广信亦出让8.33%给国原投资，转让后国原投资的持股比例达到60%，成为康泰生物第一大股东。1996年，国家开发投资公司全资子公司国投兴业承接国原投资所持的康泰生物60%股权。2001年10月23日，国家开发投资公司发文批复国投药业（1999年3月12日由国投兴业更名为国投药业）以1.48亿元的总价受让深圳广信和香港广信分别持有康泰生物15%和25%的股权，而香港广信指定香港立新国际有限公司接盘其持有的康泰生物25%股权，原国家医药局安全监管司副司长、国投药业总经理周益成出任康泰生物董事长。2002年7月，康泰生物启动股份制改革，国投药业将其持有的康泰生物51%股权无偿转让予国家开发投资公司，香港立新将其持有的康泰生物25%股权转让给上海华瑞投资有限公司。之后上海华瑞、交大昂立、北京高新创投、湖南湘投受让康泰生物股权，股改后康泰生物第一大股东为国家开发投资公司。2005年9月，康泰生物向深圳证券监管局递交上市辅导验收材料并通过审查，但公司最终仍未上市。
2008年8月，由于面临产品单一、设备老化、缺乏独有专利等因素，康泰生物同意选择北京民海生物科技有限公司为重组对象，通过增资方式置入康泰生物。民海生物由深圳市盟源投资有限公司与自然人郑海发共同注册成立，杜伟民为实控人。康泰生物随后决定向瑞源达、王峰、郑海发增发1.82亿股股份，其中瑞源达是杜伟民和袁莉萍为持有康泰生物而专门设立的公司。增资扩股完成后，康泰生物注册资本由1.75亿元变更为3.57亿元，由杜伟民实际控制的瑞源达也获得了康泰生物38.75%股权。2002年股份制改造的5个发起者不再持有康泰生物的股权，公司也不再具有国资背景。至2013年时，杜伟民个人及其控制的瑞源达仍持有康泰生物2.62亿股。
2020年5月29日，康泰生物董事长杜伟民因解除婚姻關係進行財產分割，將佔比23.99%的股份分割過戶到前妻袁莉萍名下，杜偉民持股佔比由51.26%變為27.27%。

## 业务及产品
康泰生物以人用疫苗的研发、生产和销售为主要业务。该公司是最早从事基因工程重组乙肝疫苗技术引进及生产的企业，累计生产、销售超过10亿剂乙肝疫苗，近年还研发出用于无应答人群的60微克乙肝疫苗。此外公司及旗下子公司还生产无细胞百白破b型流感嗜血杆菌联合疫苗、23价肺炎球菌多糖疫苗、b型流感嗜血杆菌结合疫苗、麻疹风疹联合减毒活疫苗和吸附无细胞百白破联合疫苗等，其中无细胞百白破b型流感嗜血杆菌联合疫苗，是中国大陆第一个四联疫苗；吸附无细胞百白破灭活脊髓灰质炎和b型流感嗜血杆菌联合疫苗是中国大陆唯一获得药物临床试验批准的国产五联疫苗。2021年12月，该公司研制的全球首款双载体13价肺炎疫苗正式上市并开放接种。公司也一直注重对疫苗产品的研发，年均研发投入占公司营业收入的比例约10%左右，2018年公司的研发投入金额达1.77亿元。
2019冠状病毒病疫情爆发后，康泰生物也开始着手研发2019冠状病毒病疫苗。2020年8月6日，阿斯利康宣布与康泰生物签署阿斯利康COVID-19疫苗中国内地市场独家授权合作框架协议，通过技术转让形式实现疫苗在中国内地市场的研发、生产、供应和商业化。根据合作框架协议条款约定，康泰生物作为技术受让方，将确保在2020年底前达到至少1亿剂疫苗的年产能，并在2021年底前将该疫苗设计产能扩大至年产至少2亿剂，以满足中国市场的需求。然而，由于2021年3月接连发生的风波，疫苗在中国内地的上市进度可能会受到影响。2021年11月，由康泰生物通过技术转让研制的疫苗被印度尼西亚卫生部门授予紧急使用授权，是中国第二款、广东省第一款在境外获批紧急使用的腺病毒载体疫苗。而公司的另一款COVID-19疫苗可维克于2021年5月在中国获批紧急使用，是广东省内首个获批紧急使用的COVID-19疫苗。

## 争议事件

### 注射疫苗婴儿死亡风波
康泰生物屡次出现注射婴儿死亡风波，不过最终都未认定跟康泰生物的疫苗有关。2013年12月，湖南3名婴儿接种了乙肝疫苗后，出现了严重不良反应，其中2人死亡，涉事疫苗均为康泰生物生产的重组乙型肝炎疫苗。国家食品药品监督管理总局先期要求湖南、广东、贵州省食药监局暂停在当地使用两个批次的康泰乙肝疫苗。而随着死亡个案的增加，12月20日，国家食药监总局、国家卫生计生委联合发文，要求在原因尚未调查清楚前，暂停使用该公司生产的全部批次重组乙型肝炎疫苗。2014年1月17日，国家食药监总局、国家卫生计生委通报调查结论。根据现场检查、产品抽验结果、质量回顾分析以及病例调查诊断情况，未发现康泰生物生产的乙肝疫苗存在质量问题，并决定恢复该款疫苗的使用。

### 董事长向高官行贿
2015年6月，国家食药监总局决定免去尹红章的药品审评中心副主任职务，其原因是审批行贿，涉及到多家药企，其中包括由杜伟民担任实控人的康泰生物下属企业民海生物。杜伟民则未被检察机关起诉。

### 《疫苗之王》相关事件
2018年7月，有微信公众号发表题为《疫苗之王》的文章，因某疫苗企业生产记录造假而质疑国产疫苗行业。对此，康泰生物公司负责人表示文章多处不实，公司与其他疫苗企业没有股权关系和业务往来，强调与事件无关。由于康泰生物董事长杜伟民曾在长生生物工作，而长生生物生产的疫苗在2018年7月被曝出现质量问题要求停止生产，因而引发了舆论风波。